# Сокол, Владимир Васильевич
Владимир Васильевич Сокол (род. 13 октября 1926, город Днепропетровск, теперь Днепропетровской области) — украинский советский партийный деятель. Депутат Верховного Совета УССР 7-го созыва. Кандидат в члены ЦК КПУ в 1971—1976 г. Кандидат экономических наук (1975).

## Биография
В 1942—1944 г. — в рядах Красной армии. Участник Великой Отечественной войны.
В 1948 году окончил Днепропетровский институт инженеров железнодорожного транспорта.
В 1948 году вступил в ВКП(б).
В 1949—1950 г. — преподаватель Днепропетровского института инженеров железнодорожного транспорта.
В 1950—1951 г. — секретарь Днепропетровского городского комитета ЛКСМУ.
В 1951—1952 г. — заведующий отделом рабочей молодежи ЦК ЛКСМУ.
В 1952—1954 г. — 1-й секретарь Киевского городского комитета ЛКСМУ.
В 1954—1958 г. — 1-й секретарь Киевского областного комитета ЛКСМУ.
В 1959—1962 г. — 1-й секретарь Сталинского районного комитета КПУ города Киева.
В 1962 — декабре 1965 г. — председатель Комитета по физической культуре и спорту при Совете Министров Украинской ССР.
В декабре 1965 — марте 1966 г. — секретарь Киевского областного комитета КПУ.
В марте 1966—1971 г. — 2-й секретарь Киевского областного комитета КПУ.
В 1972—1987 г. — директор Киевского электротехнического завода «Транссигнал».
В 1988—1994 г. — старший научный сотрудник Академии наук Украины. В 1994—2001 г. — главный специалист «Укржелдорреммаш».